# Saint-Laurent (Creuse)
Saint-Laurent é uma comuna francesa na região administrativa da Nova Aquitânia, no departamento de Creuse. Estende-se por uma área de 12,93 km². Em 2010 a comuna tinha 707 habitantes (densidade: 54,7 hab./km²).